# Pogányvár (Lucfalva)
A lucfalvai Pogányvár egykori, a 12–13. század körül épült várának maradványai a Sámsonháza és Nagykeresztúr közti országút és a lucfalvai bekötőút kereszteződésének közelében találhatók.

## Leírása
Lucfalva községtől 2 km-re keletre, közvetlenül a Lucfalva–Nagykeresztúr–Sámsonháza közötti országutak kereszteződésénél, attól északnyugatra emelkedik a Pogányvár nevű magaslat (tszf. magassága: 226 m) egy alacsony, keskeny dombhát délkeleti végén. Korábban az egész terület szántóföld volt, jelenleg parlag, magát a várat erősen szétszántották. A kis kerek központi domb körvonalai ezért már nem állapíthatók meg pontosan, átmérője 15 m körüli lehetett. Árok vehette körül, ennek elmosódott nyoma csak a domb folytatása felé, a nyugati oldalon látható, a többi oldalon már nem. A vár teljes átmérője 60 m körüli volt. A domb déli oldala igen meredek. Ez azonban nem a vár erődítésével függ össze, ugyanis itt a domb alatt a 20. század elején még malom és további épületek álltak, azokkal kapcsolatban faragták le mesterségesen a domboldalt.
Egy 18. század második feléből származó bizonytalan említés után a Pogányvár a 19. század elejétől számos munkában tűnik fel. Feniczy János 1865-ben a „pogánykori erőd” helyén szárazmalmot említ, alatta pedig a lucfalvai uradalom cselédjeinek volt a lakása. A III. katonai felmérésen Pogányvártól 350 méterre keletre „Akol Poganyvar” felirat szerepel. Patay Pál a kis középkori várak közé sorolta, mivel területén 1953-ban 12–13. századi cserepeket talált. Hasonló korúnak határozta meg 1964-ben Gádor Judit is, aki részletesen ismertette és vázlatosan felmérte az alig felismerhető, teljesen szétszántott várhelyet. 1986-ban Sándorfi György a motte-típusú várak között említette. 1987-ben Simon Zoltán szintén csak azt rögzíthette, hogy teljesen szétszántották.
A várat Sándorfi György mérte fel 1989 májusában, Nováki Gyula közreműködésével. Ennek alapján leírását és felmérését ugyanők 1991-ben tették közzé. A lucfalvai Pogányvárból előkerült 12–13. századi kerámialeletek és az itteni erődítések kronológiai viszonyait nem ismerte és ásatásokra még nem volt módja, Márton Lajoshoz hasonlóan ekkor még ő sem zárta ki ezeknek a magyar honfoglalás előtti, szláv eredetét. Létesítése az 1250-ben először feltűnő Lucuni Voychához köthető.